# William Berryman Scott
William Berryman Scott, född 12 februari 1858 i Cincinnati, Ohio, död 29 mars 1947, var en amerikansk paleontolog.
Scott blev 1884 professor i geologi och paleontologi vid Princeton University. Han utövade betydande vetenskaplig verksamhet, företrädesvis beträffande däggdjurens paleontologi och fylogeni. Han tilldelades Wollastonmedaljen 1910 och Penrosemedaljen 1939.